# Linton Johnson
Linton Johnson III (Chicago, 13 giugno 1980) è un cestista statunitense naturalizzato italiano.
È nipote dell'ex cestista NBA Mickey Johnson.

## Carriera
Dopo il quadriennio universitario trascorso presso la Tulane University in Louisiana, non venne selezionato al Draft NBA 2002 e decise quindi di mettere da parte il basket per completare i propri studi universitari in finanza presso lo stesso istituto. Nell'estate 2003 vinse un torneo di streetball uno contro uno organizzato dall'ex giocatore dei Chicago Bulls Randy Brown e ricevette un invito a partecipare al camp pre-stagione dei Bulls dove poi riuscì ad ottenere un contratto. Nonostante la mancata scelta al draft e l'anno di inattività, Johnson riuscì ad approdare in NBA. Nel corso di quell'annata ebbe una prima parentesi da 18 partite con i Bulls durata fino al 6 gennaio, poi si trasferì ai Rockford Lightning della lega CBA e infine il 28 febbraio tornò a Chicago. In quella stagione Johnson venne complessivamente utilizzato dai Bulls in 41 partite, 20 delle quali da titolare, con medie pari a 4,2 punti di media in 17,9 minuti a gara.
Nell'estate 2004 firmò invece con i San Antonio Spurs, ma la sua annata fu condizionata da una frattura da stress alla caviglia sinistra rimediata prima dell'inizio del training camp, infortunio che di fatto gli fece saltare quasi l'intera stagione visto che scese in campo per qualche minuto solo in due partite tra marzo e aprile. Queste due apparizioni gli consentirono formalmente di essere comunque campione NBA, poiché i texani guidati in panchina da coach Gregg Popovich riuscirono a vincere il titolo.
Nell'agosto 2005 divenne un giocatore dei New Jersey Nets dove però ebbe poco spazio. Giocò solo 9 partite a 3,9 minuti di media, poi il 23 febbraio 2006 venne girato, insieme a Marc Jackson e a un compenso in denaro, ai New Orleans Pelicans in cambio di Boštjan Nachbar. Agli Hornets tornò ad avere un minutaggio maggiore, dato che coach Byron Scott lo utilizzò in media per 18,1 minuti in 27 partite della rimanente parte di stagione (di cui 7 da titolare) e per 13,3 minuti in 54 gare della stagione 2006-2007.
All'inizio dell'annata 2007-2008 venne chiamato dagli spagnoli del Saski Baskonia con un contratto di due mesi nell'ottica di sostituire temporaneamente l'infortunato James Singleton. In questo periodo Johnson disputò sia il campionato nazionale che l'Eurolega pur dovendo fare i conti lui stesso con qualche problema di infortuni. Al termine dei due mesi di contratto non ottenne il rinnovo. In quella stagione tornò in NBA per due brevi parentesi, una ai Phoenix Suns tra febbraio e marzo 2008 e una ai Toronto Raptors tra marzo e aprile con un contratto di dieci giorni.
Svolse il precampionato 2008-2009 i Washington Wizards ma venne tagliato prima dell'inizio del torneo, quindi il 28 ottobre 2008 venne firmato dagli Charlotte Bobcats con cui giocò due partite. L'11 marzo 2009 tornò ai Chicago Bulls inizialmente con un contratto di dieci giorni, ma successivamente venne confermato fino al termine della stagione.
Nell'agosto 2010 venne ingaggiato per la prima volta da una squadra del campionato italiano, la Scandone Avellino. Con 7,8 punti e 7,3 rimbalzi a partita contribuisce al raggiungimento del quarto posto in regular season della formazione irpina, la quale venne poi eliminata ai quarti di finale play-off dalla Benetton Treviso. L'anno seguente Johnson migliorò le proprie cifre chiudendo la regular season con 13,4 punti e 10,1 rimbalzi a partita: il 15 aprile 2012, nella sconfitta a Caserta, catturò 22 rimbalzi totali — record assoluto nella storia del club biancoverde in Serie A — oltre ad confezionato, con 20 rimbalzi difensivi, la seconda miglior prestazione per appunto rimbalzi difensivi di tutta la Serie A/Serie A1 dal 1987-1988 ad allora. Venne confermato anche per la stagione 2012-2013, nella quale totalizzò 9,2 punti e 7,3 rimbalzi di media in 20 presenze.
Dopo il triennio ad Avellino venne ingaggiato dalla Dinamo Sassari, dove tornò a formare un asse play-pivot con il connazionale Marques Green il quale fu già suo compagno di squadra per due anni ad Avellino. La sua permanenza in Sardegna durò tuttavia qualche mese poiché a gennaio, a campionato in corso, rescisse e si trasferì alla Pallacanestro Varese fino al termine della stagione per prendere il posto del tagliato Frank Hassell.
Nella stagione 2014-2015 fu di scena a Pistoia dove però giocò solo undici partite prima di essere sospeso il 22 dicembre a causa di un diverbio con coach Paolo Moretti. Un mese più tardi si giunse alla rescissione consensuale.
Nel giugno 2015 acquisì il passaporto italiano in virtù del matrimonio avvenuto nel marzo 2013 con una ragazza casertana.
Il 18 marzo 2016 venne presentato dalla Juvecaserta (squadra con cui si stava allenando già da qualche settimana) come sostituto temporaneo dell'infortunato Bobby Jones. Giocò quattro partite prima del rientro dello stesso Jones. Il 19 ottobre 2016 scese in Serie A2 con l'ingaggio da parte di un'altra squadra campana, lo Scafati Basket, con un contratto fino al termine della stagione. A gennaio venne coinvolto in un'operazione di mercato che lo riportò alla Juvecaserta in Serie A mentre Darryl Jackson e Nik'a Met'reveli fecero il percorso opposto.
La sua seconda parentesi casertana fu la sua ultima nel professionismo. Dalla stagione 2017-2018 cominciò infatti a giocare in Serie C Silver e Serie C Gold rispettivamente con i club San Nicola Basket Cedri, New Basket Caserta, Basket Club Irpinia e Step Back Caiazzo.
Nel frattempo, nel giugno 2020 divenne il nuovo direttore sportivo dello Sporting Club Juvecaserta, società di Serie A2 nata nel 2018 per raccogliere l'eredità della Juvecaserta Basket a sua volta scomparsa per motivi economici. Dopo neppure due mesi dall'ingaggio di Johnson come dirigente, tuttavia, anche la nuova società non venne ammessa al campionato poiché non superò i controlli della Commissione Tecnica di Controllo della FIP.
Linton Johnson è dal 2021 un giocatore della SBC Step Back Caiazzo, società di pallacanestro campana che milita nel campionato di B2 interregionale, dopo aver vinto la Serie C campana nel 2025. 

## Statistiche

### College
| Anno      | Squadra        | PG  | PT | MP   | TC%  | 3P%  | TL%  | RP  | AP  | PRP | SP  | PP   |
| --------- | -------------- | --- | -- | ---- | ---- | ---- | ---- | --- | --- | --- | --- | ---- |
| 1998-1999 | Tulane G. Wave | 25  | -  | 8,2  | 34,8 | 12,5 | 45,0 | 1,9 | 0,3 | 0,4 | 0,5 | 1,7  |
| 1999-2000 | Tulane G. Wave | 31  | 31 | 11,3 | 48,5 | 20,0 | 64,5 | 3,2 | 0,4 | 0,5 | 0,3 | 2,8  |
| 2000-2001 | Tulane G. Wave | 30  | 27 | 33,9 | 51,0 | 36,3 | 67,8 | 8,1 | 2,4 | 1,1 | 1,9 | 13,1 |
| 2001-2002 | Tulane G. Wave | 21  | 4  | 23,8 | 43,0 | 28,6 | 76,0 | 6,5 | 1,1 | 0,7 | 1,0 | 9,0  |
| Carriera  | Carriera       | 107 | 62 | 19,4 | 47,0 | 31,5 | 65,6 | 4,9 | 1,1 | 0,7 | 0,9 | 6,7  |

### NBA

#### Regular Season
| Anno       | Squadra           | PG  | PT | MP   | TC%  | 3P%  | TL%  | RP  | AP  | PRP | SP  | PP  |
| ---------- | ----------------- | --- | -- | ---- | ---- | ---- | ---- | --- | --- | --- | --- | --- |
| 2003-2004  | Chicago Bulls     | 41  | 20 | 17,9 | 35,5 | 21,2 | 59,5 | 4,5 | 0,7 | 0,9 | 0,8 | 4,2 |
| 2004-2005† | San Antonio Spurs | 2   | 0  | 7,5  | 0,0  | 0,0  | -    | 1,5 | 0,0 | 0,5 | 0,0 | 0,0 |
| 2005-2006  | N.J. Nets         | 9   | 0  | 3,9  | 50,0 | -    | 25,0 | 0,8 | 0,2 | 0,2 | 0,0 | 1,2 |
| 2005-2006  | N.O. Hornets      | 27  | 7  | 18,1 | 40,3 | 36,1 | 73,9 | 4,3 | 0,4 | 0,4 | 0,4 | 5,3 |
| 2006-2007  | N.O. Hornets      | 54  | 0  | 13,3 | 48,9 | 33,3 | 81,1 | 3,0 | 0,3 | 0,6 | 0,3 | 4,2 |
| 2007-2008  | Phoenix Suns      | 6   | 0  | 8,8  | 50,0 | 50,0 | -    | 2,2 | 0,5 | 0,0 | 0,2 | 2,5 |
| 2007-2008  | Toronto Raptors   | 2   | 0  | 5,0  | 40,0 | 0,0  | 100  | 0,5 | 0,5 | 0,0 | 0,0 | 3,0 |
| 2008-2009  | Charlotte Bobcats | 2   | 0  | 6,5  | -    | -    | -    | 0,0 | 0,0 | 0,0 | 0,0 | 0,0 |
| 2008-2009  | Chicago Bulls     | 8   | 0  | 5,3  | 36,4 | 50,0 | -    | 1,0 | 0,3 | 0,1 | 0,0 | 1,1 |
| Carriera   | Carriera          | 151 | 27 | 14,0 | 41,6 | 30,5 | 69,9 | 3,3 | 0,4 | 0,6 | 0,4 | 3,9 |

#### Playoffs
| Anno     | Squadra       | PG | PT | MP  | TC%  | 3P% | TL% | RP  | AP  | PRP | SP  | PP  |
| -------- | ------------- | -- | -- | --- | ---- | --- | --- | --- | --- | --- | --- | --- |
| 2009     | Chicago Bulls | 3  | 0  | 3,3 | 50,0 | -   | 100 | 1,3 | 0,3 | 0,0 | 0,0 | 1,3 |
| Carriera | Carriera      | 3  | 0  | 3,3 | 50,0 | -   | 100 | 1,3 | 0,3 | 0,0 | 0,0 | 1,3 |

## Palmarès
- Campionato NBA: 1

San Antonio Spurs: 2004-05
- Supercoppa spagnola: 1

Saski Baskonia: 2007
. Serie C Campania:1
Step back Caiazzo : 2024-25